# Blizzard-Mais
Blizzard-Mais steht für eine Maishybride, die 1974 vom deutschen Bundessortenamt zugelassen und gleichzeitig in die deutsche Sortenliste für Ciba-Geigy Deutschland eingetragen wurde. Der Pflanzenzüchtung war es bei dieser Hybride gelungen, den Heterosis-Effekt als Dreiwegehybride aus zwei Hartmais- und einer Zahnmais-Inzuchtlinie zu erreichen. Mit der Reifezahl 230 (FAO-Zahl) gehörte diese Sorte zur mittelfrühen Reifegruppe, die auch unter den für eine C4-Pflanze schwierigen Klimaverhältnissen Schleswig-Holsteins noch die Silomaisreife erreichte. Durch die gute Standfestigkeit, Resistenz gegen Krankheiten und die hohe Ertragssicherheit bei Verwendung sowohl als Körnermais in Süddeutschland und Silomais in Norddeutschland trug sie unmittelbar zur erheblichen Ausdehnung des Maisanbaus speziell nördlich des 50. Breitengrads  bei. Die Maisanbaufläche wurde ab den 1970er Jahren um 10 bis 20 Prozent pro Jahr ausgedehnt und erreichte in Westdeutschland 1990 eine Million Hektar. Im Jahr 2020 wurde in Deutschland auf 2,72 Mio. Hektar Mais angebaut.
Das Saatgut wurde in der Region Pau (Frankreich) erzeugt und zeichnete sich durch Sortenreinheit, hohe Keimfähigkeit und Triebkraft aus, die entscheidende Voraussetzung für die erfolgreiche Saat und guten Feldaufgang bei kühlen Frühjahrstemperaturen in Nordeuropa. Der Marktanteil von Blizzard in Deutschland lag jahrelang bei über 30 Prozent und war damit marktführend. Auf Grund des weiteren Zuchtfortschrittes in der Pflanzenzüchtung und des zeitlich befristeten Sortenschutzrechtes in der Europäischen Union hat Blizzard-Mais seit der Jahrhundertwende in Europa keine Anbaubedeutung mehr.
Die polnische Bischofskonferenz unter Kardinal Glemp sandte im Herbst 1986 an alle europäischen Erzeuger landwirtschaftlicher Produktionsmittel einen dringenden Hilferuf zugunsten polnischer Kleinbauern. Ciba-Geigy Basel stellte im Frühjahr 1987 der polnischen Kirchenleitung daraufhin Blizzard-Saatgut für mehr als 150.000 Hektar Maisfläche kostenfrei zur Verfügung. Die Kirchenleitung versorgte nahezu eine Million notleidende polnische Kleinbauern kostengünstig mit diesem Maissaatgut und verwendete die Einnahmen für die dringend notwendige Renovierung polnischer Kirchen. Bereits mit der Ankündigung der Lieferung zur Jahreswende 1986/87 beruhigte sich die aufgeheizte Stimmung unter der Landbevölkerung die dadurch entstanden war, dass bis zu diesem Zeitpunkt nur polnische Großbetriebe mit wertvollem Hybridmais-Saatgut versorgt wurden.